# Еловый мыс
Ело́вый мыс расположен в окрестностях Екатеринбурга на правобережье реки Исети, на берегу проточного Мелкого озера.

## Местоположение
Урочище Еловый мыс расположено на территории муниципального образования «город Екатеринбург», на правом берегу реки Исети, на речной излучине в 1 километре ниже Мелкого озера, в 4,5 километрах к северо-северо-востоку от обгонного пункта Перегон  Свердловской железной дороги направления Москва — Казань — Екатеринбург.

## Описание
Мыс вдаётся на 400 метров в торфяное болото поймы реки Исети. Он покрыт густым смешанным лесом. У оконечности мыса расположены поляны и две каменные палатки высотой в 7–12 метров. Археологический памятник горнолесного Зауралья. На скалах обнаружены древние писаницы, изображающие птиц. Остатки стоянок неолита, энеолита и ранней бронзы (VI–III тысяч до нашей эры), в том числе жилище с неглубоким прямоугольным котлованом, очагом и другие. Гамаюнская стоянка с деревянным домиком площадью в 9 квадратных метра под северной скалой (VIII–VI века до н.э.), иткульский металлургический комплекс (VI–III века до н.э.) и гамаюно-иткульское жертвенное место на выступах скал. Популярное место отдыха и проведения туристских слетов и соревнований. В древности мыс омывался с двух сторон водой Мелкого озера. Это место является одним из памятников гамаюнской культуры в окрестностях Екатеринбурга. Жертвенное место на Еловом мысу существовало с эпохи бронзы, сюда для совершения жертвоприношений приходили племена из поселений, расположенных в этой местности.
Жертвенные места возникают у племён народов, стоящих на более высоких ступенях патриархально-родовых отношений. В них находят отражение религиозные воззрения древних обществ, но характер обрядов таков, что раскопки подобных памятников восстанавливают и материальную культуру тех племён, которые их посещали.
На конце мыса находится скала высотой около 7 метров с большим скальным козырьком с северной стороны. В этом месте расположены наскальные рисунки древнего человека — писаницы. Изображения расположены в два уровня, на первом можно увидеть ромб с опущенным на верхний угол отрезком и расположенное правее изображение водоплавающей птицы, ниже находятся фигуры ещё двух птиц. Рисунки были открыты весной 1979 года (см. Писаница на Еловом мысе).
Следующая каменная палатка расположена в 30 метрах западнее. Она достигает 12-метровой высоты и имеет вершину с большой плоской площадкой, равной почти 100 м². Подняться на скалу можно лишь с юга и юго-востока. Вот эта скала и её подножие в течение долгого времени и были местом жертвоприношений.

## Изучение памятника Елизаветой Берс
Эта местность привлекала исследователей с конца XIX века, здесь проводили раскопки Н. А. Рыжников (1897—1901), Ю. П. Аргентовский (1906), Е. М. Берс (1950-е).
Разведки и раскопки, проведённые на Еловом мысу археологической экспедицией Елизаветы Михайловны летом 1952 года, установили, что других археологических памятников здесь нет. По-видимому, весь этот мыс в период существования жертвенного места был заповедником.
Что представлял собой этот археологический памятник?
Раскопками устанавливается, что жертвенное место состояло из трёх частей обрядового пользования:
1. жертвенной площадки наверху скалы — центра жертвенного места, где совершался основной ритуал жертвоприношений и где остались следы ритуальных обрядов;
2. жертвенного домика типа юрты у северного отвесного склона скалы, стоявшего в древности на берегу заболачивающегося берега озера и сохранившегося сейчас под слоями торфа; в домике хранились оставляемые дары и обнаружены божки из дерева;
3. площадки перед жертвенной скалой на песчаном берегу мыса, сейчас поросшей травой и деревьями, где сохранились кострища с посудой — следы древних пиршеств, от которых, вероятно, здесь оставлялись горшки с пищей в качестве даров.

На одной из верхних плит южного склона выбита в скале жертвенная чаша диаметром до одного метра и глубиной в 15 сантиметров. Скале, выступающей здесь над остальными плитами, путём грубых обколов и резьбы по камню придана форма головы барана с контурами рогов, глаз, ноздрей.
Ниже чаши с головой барана находится вторая плита скалы с незначительным уклоном к южному краю и на ней, против большой чаши, — маленькая чаша, выдолбленная в камне. Обе чаши носили следы промазки глиной. Глина — прокалённая, что свидетельствует о совершении ритуальных обрядов с зажжением огня.
Кроме даров, при раскопках жертвенной площадки во впадине западного склона обнаружено семь с половиной тысяч расколотых и целых костей животных. На всей поверхности жертвенной площадки тоже попадается много мелких пережжённых костей. Доцент кафедры зоологии Уральского университета Данилов установил, что в преобладающем количестве кости принадлежат двум видам животных — домашней лошади и лосю. Но есть и кости медведя, косули, волка или собаки, некоторых птиц — глухаря, тетерева и рябчика. Кости сохранились на вершине скалы благодаря сухости почвы и зольному слою, заполнившему большую западную впадину вершины скалы. Костей барана не обнаружено. Его изображение на камне позволяет предполагать какой-то особый культ этого животного, имеющего большое значение в системе скотоводческого хозяйства.
В 1949 году при разведке на Листвяном полуострове Исетского озера на селище гамаюнской культуры была найдена голова лошади из глины с неожиданно узкой мордой. Выполнение настолько реалистично, что не оставляет сомнений в существовании именно такого вида лошади. Это подтверждается и изучением костей с жертвенного места. Строение зубов и челюстей домашней ископаемой лошади было несколько иным, чем у современного животного.
Наиболее ранними предметами, которые позволяют установить существование памятника уже в конце второй половины второго тысячелетия до нашей эры, являются части раскопанного жертвенного домика. Он был покрыт крышей из берёсты, укреплённой на основе из нетолстых жердей с дранками между ними. Вся крыша опиралась на бревенчатую коньковую балку. Домик стоял на берегу заболачивающегося озера, у северного подножия отвесной скалы. Часть бревенчатого пола опиралась на большой камень, лежащий у берега озера, и была приподнята над болотом. Домик сгорел, его крыша рухнула, пол упал в болото, благодаря чему многие его части уцелели, а в дальнейшем, покрывшись более мощными слоями торфа, сохранились до наших дней. Сохранились и обломки посуды, стрелы, копья, деревянные изделия, оставшиеся лежать между рухнувшей крышей и полом.
Эти вещи говорят нам о том, что домик был жертвенным, так как изделия из дерева оказались изображениями тех духов, которым поклонялись жившие в окрестных поселениях племена. Изображения очень примитивны и сделаны из причудливых корней и сучьев деревьев. Эти статуэтки передают полуфантастические образы людей, зверей, птиц. У них старательно выделаны глаза путём выскабливания глазниц около зрачка, иногда поструганы ноги.
В ряде пунктов Зауралья известны такие изображения из меди. Некоторые из них изображают лося с хорошо вырезанной головой, но с длинным туловищем, другие — полулюдей, полудеревья, третьи — длинных змей или просто чудовищ, а также головки птиц. Иные фигурки напоминают людей, у которых тщательно вырезаны ноги и туловище, но неясно изображение головы. Интересно, что у глиняной фигурки человека, найденной на жертвенной площадке, также была отломана голова, а среди остатков животных нет черепных костей. К найденным божествам относится фигурка человекоподобного существа с непомерно большой головой и маленькими, изящно выточенными ногами, которая была найдена на вершине каменной палатки и сделана из позвонка животного.
Часть даров составляют бытовые вещи — скребки, отщепы из прозрачного горного хрусталя, ярко блестевшие на солнце.
К предметам ритуального характера относятся черепки с рисунками гравировкой. Они изображают птиц и людей. Найдены стрелы из бронзы с тем же орнаментом ёлочкой, что и на черепках. К ритуалу жертвоприношений надо отнести и следы плавки меди в тиглях из глины. На основе находок можно считать, что процесс самой плавки — непонятное превращение одного вещества в другое, руды в металл — казался людям того времени чудесным и необъяснимым, по их представлениям, для этого нужна была помощь сверхъестественных сил. Вот почему совершалась ритуальная плавка, а металл приносился в дар богам, как и их изображения.
Вскрытая раскопками материальная культура тождественна материальной культуре из ряда поселений гамаюнских племён. Но жертвенное место, существовавшее длительный отрезок времени, отразило материальную культуру в целом, тогда как различные поселения характеризуют эту культуру на более коротких хронологических отрезках всего времени существования гамаюнских племён; материалы взаимно дополняют друг друга и позволяют установить длительное существование этой культуры в Зауралье.